# マシロ (sumikaの曲)
「マシロ」は日本のロックバンド・sumikaの楽曲。デジタル・シングルとして2023年12月22日にリリースされた。

## 概要
前作「シュガーソルト」から6日後にリリースされた。テレビ東京 木ドラ24『ポケットに冒険をつめこんで』のエンディングテーマとして書き下ろされた。タイトルの由来はドラマの劇中にも登場している「真白町」からきている。作詞・作曲を担当した片岡健太はこのようにコメントしている。
二十数年ぶりに『ポケモン 赤』の電源を入れ、ドラマの撮影現場を見させて頂きながら楽曲制作に臨みました。
気付いたのは、それぞれのポケモンは長所も短所もあって、個性そのものなんだなということです。
人が個性と出会って、どう組みあわせて生きていくのか。一緒に考えてみたくなりました。

魅力的なストーリーに音楽で花を添えられたら幸いです。

## テレビ披露
| 番組名                                     | 放送局         | 放送日         |
| ------------------------------------------ | -------------- | -------------- |
| テレ東60祭! ミュージックフェスティバル2023 | テレビ東京系列 | 2023年11月15日 |